# Dugarsürengijn Ojuunbold
Dugarsürengijn Ojuunbold, mong. Дугарсүрэнгийн Оюунболд (ur. 25 grudnia 1957) – mongolski zapaśnik walczący w stylu wolnym. Brązowy medalista olimpijski z Moskwy 1980 w wadze muszej (57 kg).
W walkach eliminacyjnych pokonał zawodnika Rumunii Aurela Neagu i Peru Carlosa Hurtado. Potem Kubańczyka Juana Rodrígueza, Irakijczyka Karima Muhsina i Bułgara Iwana Coczewa. W rundzie finałowej przegrał z zawodnikiem ZSRR Siergiejem Biełogłazowem i Koreańczykiem z Północy Li Ho-pyongiem
Dwukrotny uczestnik mistrzostw świata, zdobył brązowy medal w 1978. Zajął drugie miejsce w Pucharze Świata w 1981 i trzecie na uniwersjadzie w 1981 roku.